# Damien Jefferson
Damien Jefferson (East Chicago, 3 oktober 1997) is een Amerikaans basketballer.

## Carrière
Jefferson speelde collegebasketbal voor de New Mexico Lobos en Creighton Bluejays van 2016 tot 2021. Hij werd niet gekozen in de NBA draft van 2021 maar speelde wel in de NBA Summer League voor de Sacramento Kings. Hij tekende voor het seizoen 2021/22 voor de Stockton Kings en speelde er tot eind januari 2022. Hij speelde het seizoen uit bij de Memphis Hustle en keerde het seizoen erop terug bij de club. Hij tekende voor het seizoen 2023/24 bij BC Oostende in de Belgische competitie. In september 2023 werden zijn rechten geruild van de Hustle naar de Sioux Falls Skyhawks voor de rechten op Mychal Mulder en een draftpick. Hij werd aan het einde van het seizoen verkozen tot BNXT League Most Valuable Player en BNXT League Dream Team. Na het winnen van de Belgische titel werd hij verkozen tot BNXT League National Finals MVP.
Na een seizoen verliet hij de BNXT League en tekende in de Turkse competitie voor Pınar Karşıyaka. Hij verliet de ploeg in februari 2025 voor het Duitse Niners Chemnitz.

## Erelijst
- BNXT Supercup: 2023
- Belgisch landskampioen: 2024
- BNXT League-kampioen: 2024
- BNXT League Most Valuable Player: 2024
- BNXT League Dream Team: 2024
- BNXT League National Finals MVP: 2024
- BNXT League Finals MVP: 2024